# Cruzeiro (Distretto Federale)
Cruzeiro è una regione amministrativa del Distretto Federale brasiliano.